# Festival de Glyndebourne

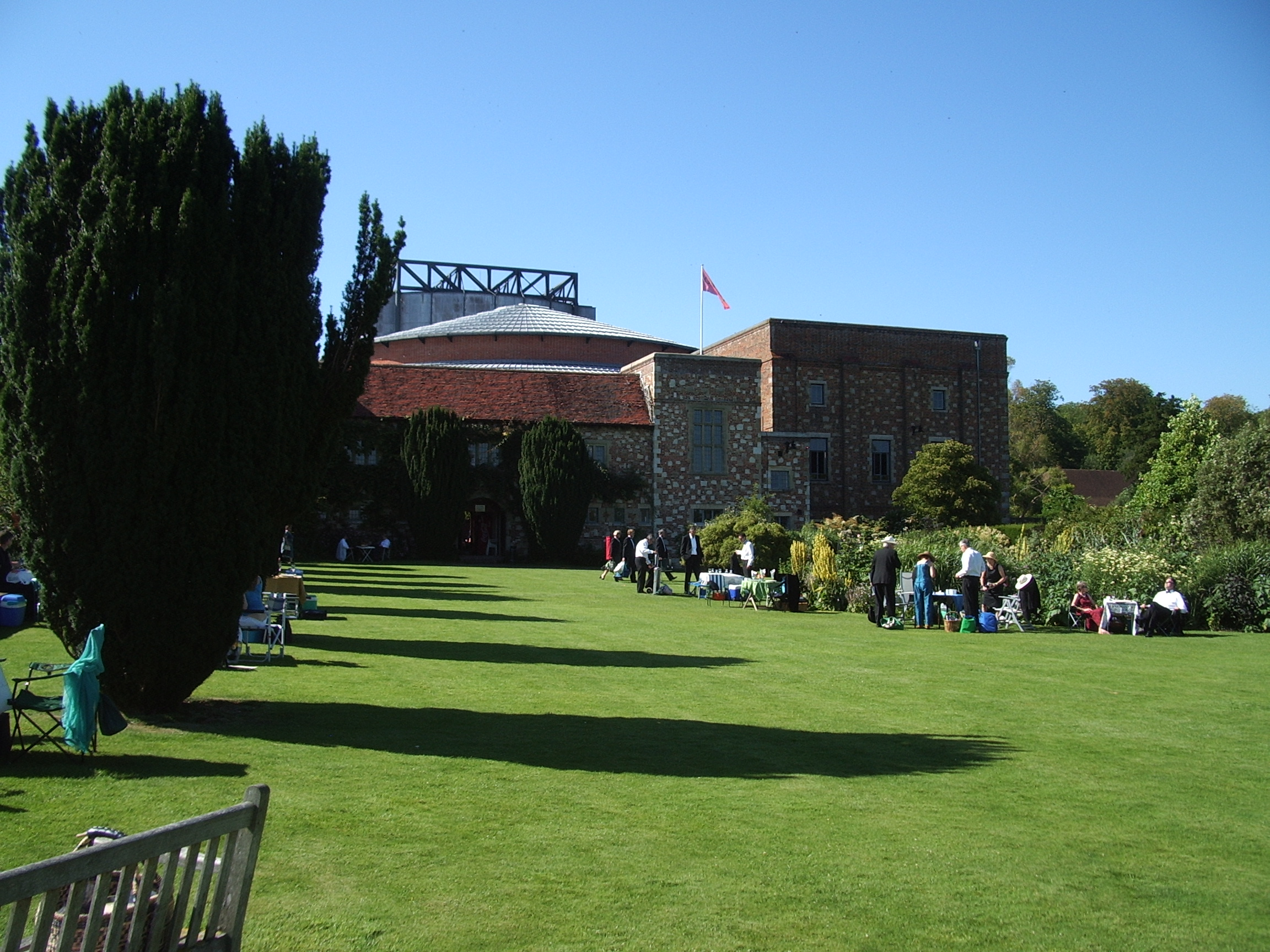
El nou teatre, 31 de juliol de 2007

El Festival de Glyndebourne (Glyndebourne Opera Festival) és un festival d'òpera creat el 1934, i qui té lloc cada estiu a Glyndebourne House, East Sussex (Anglaterra). Dura de maig a agost i presenta sis produccions cada any. S'ha guanyat un gran renom per les seves produccions d'òperes de Mozart, les quals es publiquen en gravacions.

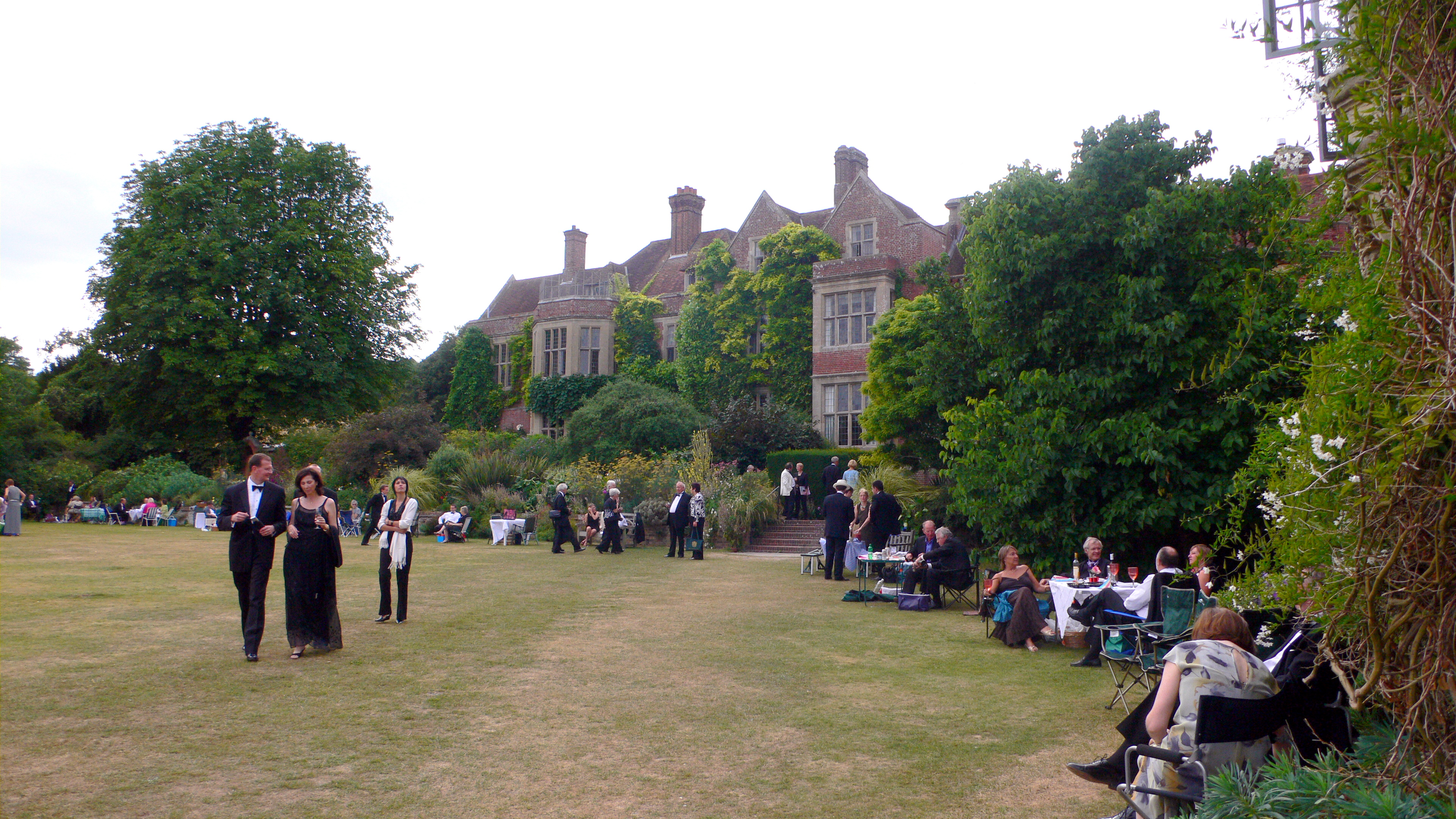
Glyndebourne House, 1 d'agost de 2006

## Història
Sota la supervisió de la família Christie, el festival s'ha celebrat anualment des de 1934, excepte el 1941-45 durant la Segona Guerra Mundial i el 1993, quan el teatre s'estava reconstruint, per a una reobertura el 1994. Gus Christie, fill de Sir George Christie i net del fundador del festival John Christie, es va convertir en president del festival l'any 2000.
Des dels inicis de la companyia, Glyndebourne ha estat especialment celebrada per les seves produccions d'òperes de Mozart. S'han reeditat les gravacions de les produccions històriques de Mozart de Glyndebourne. Altres produccions notables van incloure la producció dels anys 80 de Porgy and Bess de George Gershwin, dirigida per Trevor Nunn, i posteriorment ampliada des de l'escenari de Glyndebourne i gravada en vídeo el 1993 per a televisió, amb Nunn de nou dirigint-se. Si bé les òperes de Mozart han continuat sent el pilar del seu repertori, la companyia l'ha ampliat amb produccions d'òperes de Janáček i Händel.
La principal orquestra resident del Festival de Glyndebourne és la London Philharmonic Orchestra (des de 1964). L'orquestra associada del festival és l'Orquestra de la Il·lustració. El gener de 2014, Robin Ticciati es va convertir en el setè director musical de la companyia.
Els anteriors directors generals del festival han inclòs David Pickard. El novembre de 2015, el festival va anunciar el nomenament de Sebastian F. Schwarz com a director general, amb efecte el maig de 2016. El març de 2018, Schwarz va deixar el càrrec de director general. L'agost de 2018, el festival va anunciar el nomenament de Stephen Langridge com el seu proper director artístic, amb efecte a la primavera de 2019.
El festival funciona sense subvenció. La seva primera col·locació d'anuncis va ser l'any 2003. El festival té previst incorporar l'energia per aerogenerador, com a part de les seves iniciatives "verdes".
Molts assistents a Glyndebourne provenen de Londres i l'esdeveniment es considera part de la temporada d'estiu anglesa. Les actuacions comencen a la tarda, permetent als londinencs sortir de la ciutat després de dinar i acabar a temps perquè puguin agafar l'últim tren de tornada. Un llarg interval permet als assistents a l'òpera l'oportunitat de fer sopars de pícnic als extensos gespes o en un dels restaurants del recinte. Anualment a Londres, la companyia presenta una òpera a The Proms.

## Directors musicals
- Fritz Busch (1934–1951)
- Vittorio Gui (1952–1963)
- John Pritchard (1964–1977)
- Bernard Haitink (1978–1988)
- Andrew Davis (1989–2000)
- Vladimir Jurowski (2001–2013)
- Robin Ticciati (2014–present)

## Glyndebourne de gira

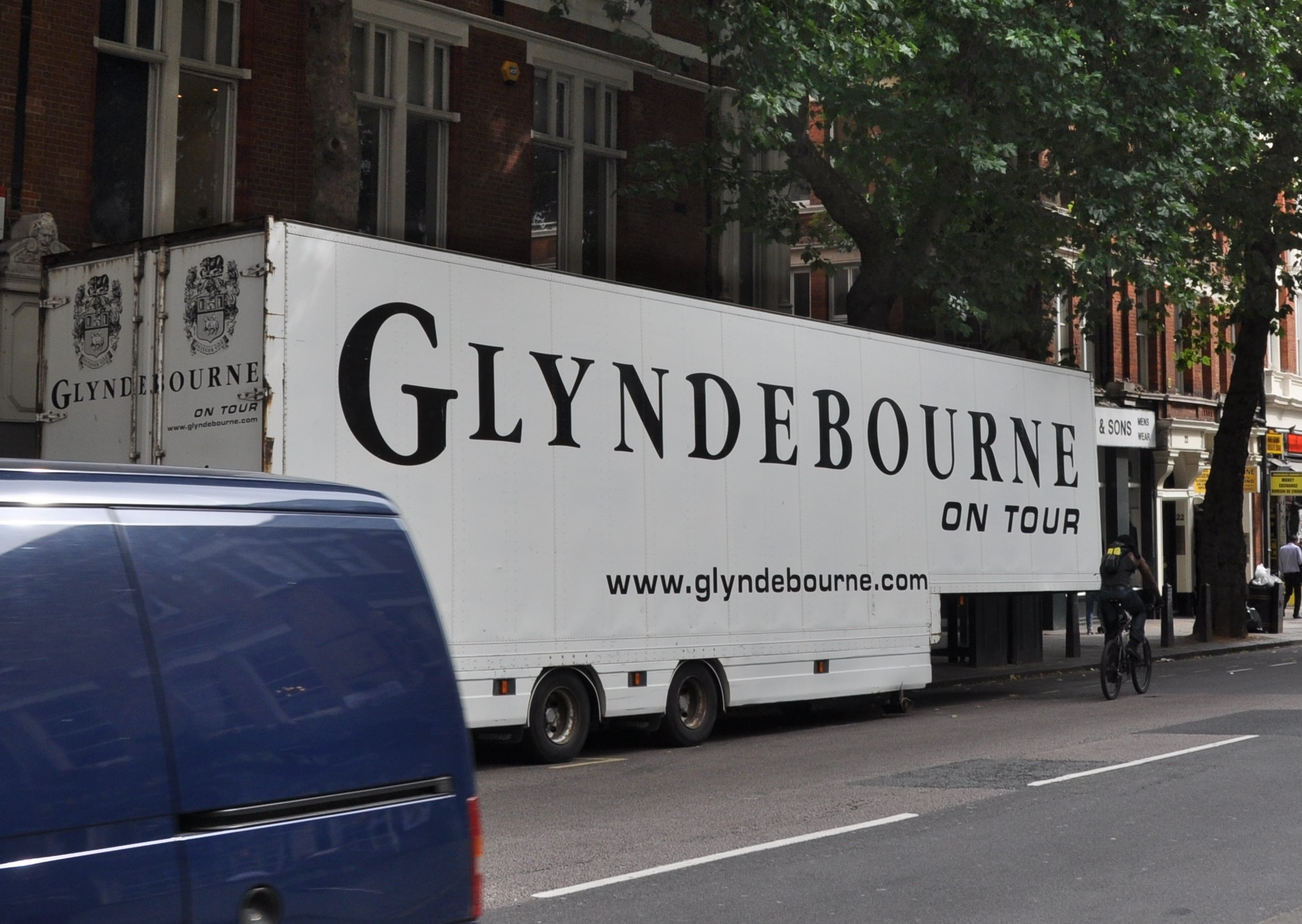
El tràiler de Glyndebourne on Tour

El 1968, Glyndebourne Festival Opera va establir un conjunt itinerant, Glyndebourne Touring Opera, que en la seva primera temporada va portar produccions d'òpera a Newcastle, Liverpool, Manchester, Sheffield i Oxford. A més d'apropar el treball de Glyndebourne Festival Opera al públic a una distància de Glyndebourne, Glyndebourne Touring Opera ofereix oportunitats als cantants d'òpera més joves per desenvolupar el seu ofici. El 2003, les tasques administratives de l'Òpera de Glyndebourne Touring van ser absorbides de nou a l'administració principal de l'Òpera del Festival de Glyndebourne, i la companyia de gira va ser rebatejada com a Glyndebourne on Tour. La companyia de gira ara té el nom de Glyndebourne Tour. A diferència del Glyndebourne Festival Opera, Glyndebourne Tour rep una subvenció de l'"Arts Council England".
A partir de 2022, el Tour actua al "Milton Keynes Theatre", al "Marlowe Theatre" de Canterbury, al "Theatre Royal" de Norwich i al "Liverpool Empire Theatre".
La gira normalment té lloc a la tardor després de la temporada de festivals, i normalment inclou tres setmanes d'actuacions a Glyndebourne, seguides d'una setmana a cadascuna de les altres ubicacions. El conjunt de gira té directors musicals separats, de la següent manera:
- Myer Fredman (1968–1974)
- Kenneth Montgomery (1975–1976)
- Nicholas Braithwaite (1977–1980)
- Jane Glover (1982–1985)[17]
- Graeme Jenkins (1986–1991)
- Ivor Bolton (1992–1997)
- Louis Langrée (1998–2003)
- Edward Gardner (2004–2007)
- Robin Ticciati (2007–2009)
- Jakub Hrůša (2010–2012)

Ticciati és el primer antic director musical de Glyndebourne on Tour a ser nomenat director musical de la companyia completa de Glyndebourne Opera. El novembre de 2018, la companyia va anunciar el nomenament de Ben Glassberg com a nou director principal del Glyndebourne Tour, amb un contracte establert de 3 anys.
Glyndebourne Festival Opera també ha fet gires internacionals, inclòs el Festival d'Adelaide el 2006 amb la seva producció de Flight de Jonathan Dove i April De Angelis.
El gener de 2023, la companyia va anunciar que la temporada prevista de Glyndebourne on Tour 2023 no es produirà, com a resultat del finançament reduït de l'Arts Council England per a la cartera nacional 2023–2026.

## Finances
Glyndebourne es constitueix com una organització benèfica registrada anomenada "Glyndebourne Productions Limited", que és una empresa limitada per garantia. Té una filial de propietat total, "Glyndebourne Enterprises Limited", que duu a terme activitats de marxandatge, lloguer de producció i desenvolupament de mitjans, i dona els seus beneficis a la caritat. Una organització benèfica relacionada anomenada "Glyndebourne Arts Trust" porta a terme activitats de recaptació de fons. L'Associació Amèrica de Glyndebourne permet als residents dels Estats Units fer donacions fiscals eficients a Glyndebourne.
Glyndebourne té un pressupost anual d'una mica més de 20 milions de lliures, a partir del 2010. El Festival és l'única temporada d'òpera important al Regne Unit que no està subvencionada per l'estat. Glyndebourne on Tour rep una subvenció anual d'uns 1,5 milions de lliures esterlines del Consell d'Arts d'Anglaterra, però està previst que tingui pèrdues anuals fins i tot després que s'hagi acreditat. El dèficit es cobreix amb una subvenció creuada interna.

## Altres mitjans
El segell Glyndebourne es va establir el 2008 per publicar enregistraments en directe en CD. Els llançaments comercials inclouen Idomeneo de Mozart (amb Luciano Pavarotti i Gundula Janowitz), Rusalka de Antonín Dvořák i Billy Budd de Benjamin Britten. Durant la direcció musical de Vladimir Jurowski, el festival va començar el seu programa "Glyndebourne on Screen", perquè els espectadors poguessin veure les actuacions del festival als cinemes i la transmissió en directe en ordinadors personals, aquest últim en col·laboració amb el diari The Guardian.